# Banámichi
Banámichi è un comune del Messico, situato nello stato di Sonora.